# Morpho eugenia
Espèce
Morpho eugenia est une espèce d'insectes lépidoptères (papillons) qui appartient à la famille des nymphalidés, sous-famille des Morphinae, à la tribu des Morphini et au genre Morpho.

## Historique et dénomination
Morpho (Cytheritis) eugenia a été décrit par Achille Deyrolle en 1860, en l’honneur de l’Impératrice Eugénie. La localité type pour l'espèce est Cayenne. 

### Nom vernaculaire
Morpho eugenia se nomme Empress Eugénie Morpho en anglais.

## Description
Morpho eugenia est un grand papillon, au dessus des ailes bleu brillant avec une tache noire à l'apex des ailes antérieures.
Le revers est beige marbré avec aux ailes antérieures une marque et trois ocelles et deux ocelles ailes postérieures.

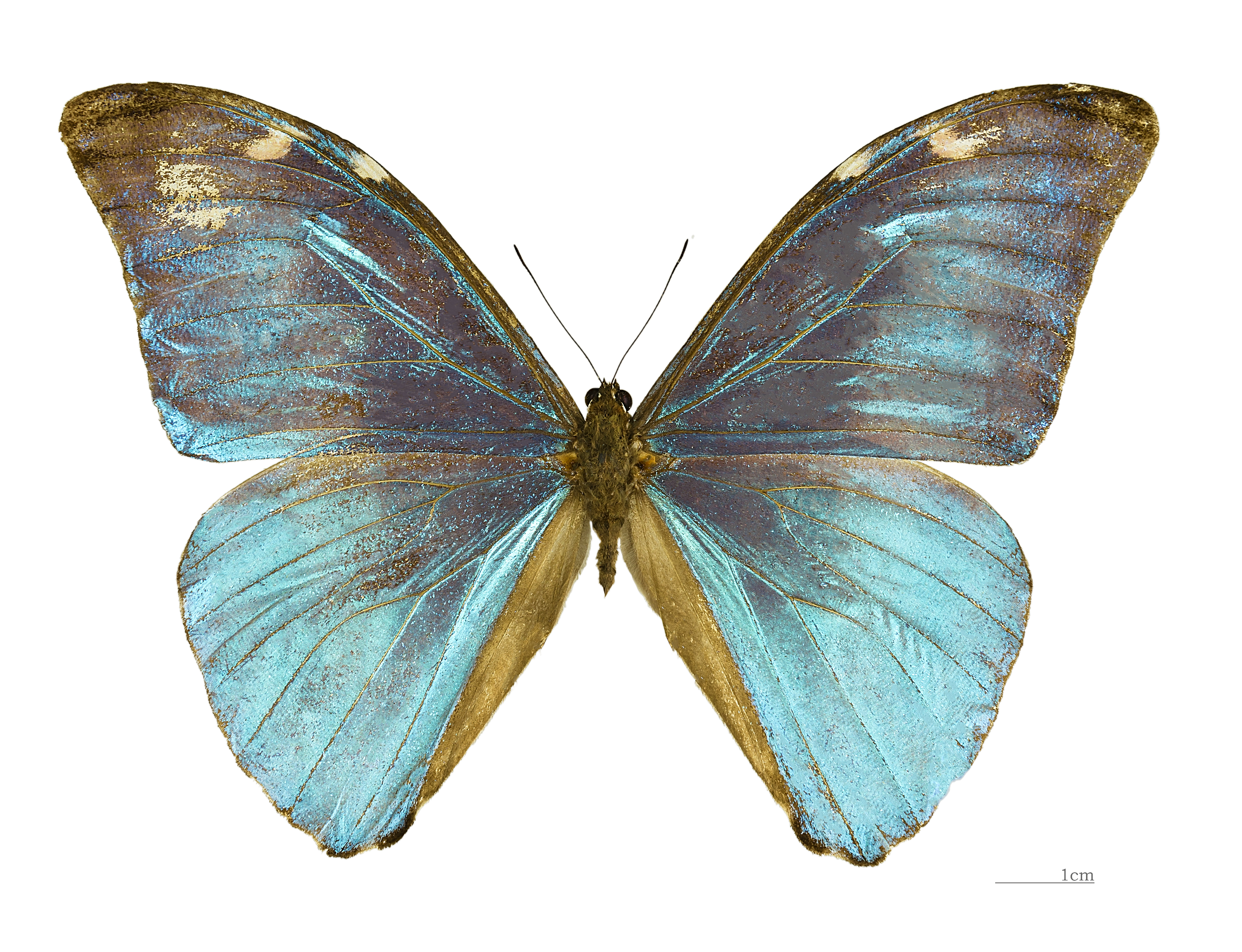
♂
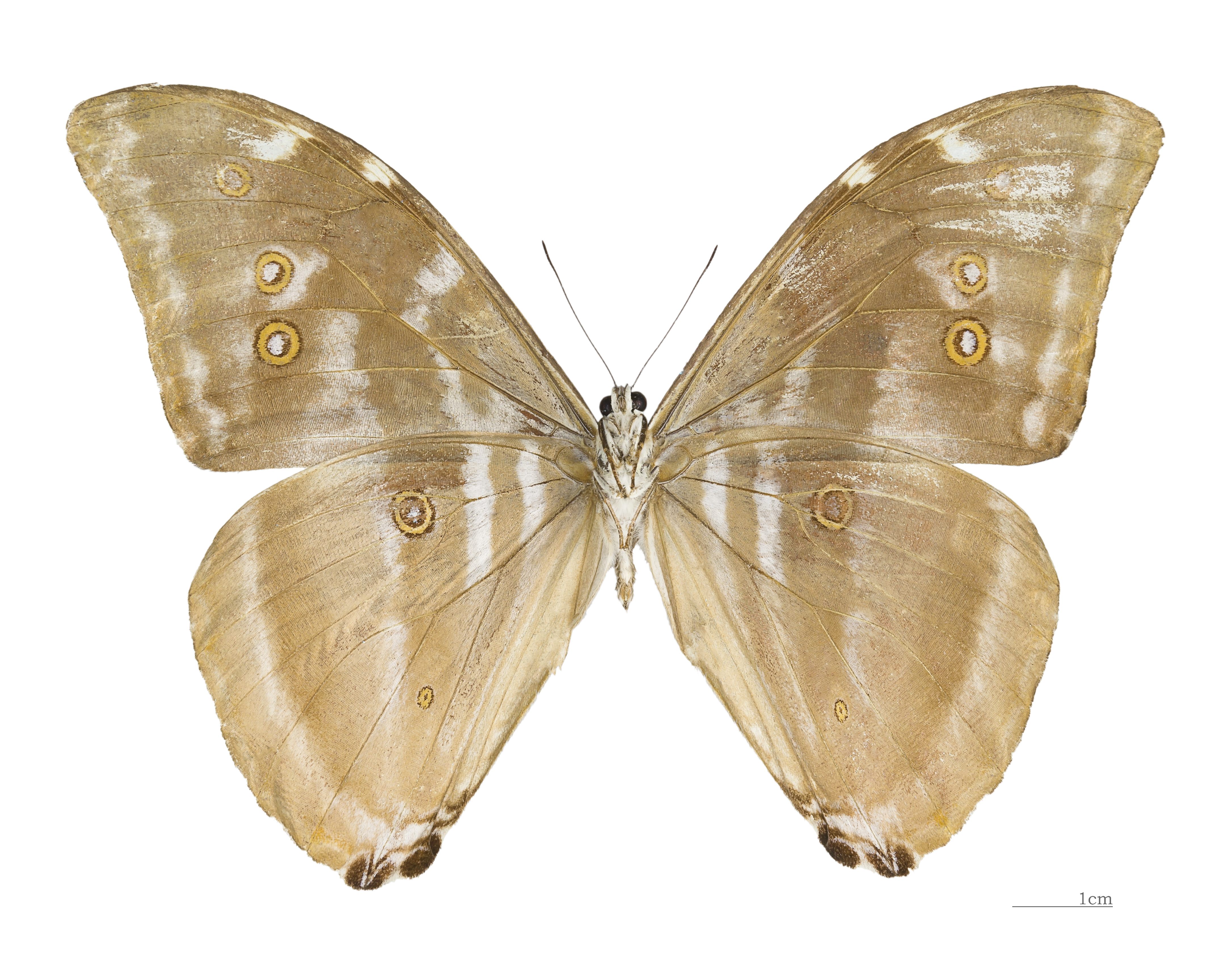
△ ♂
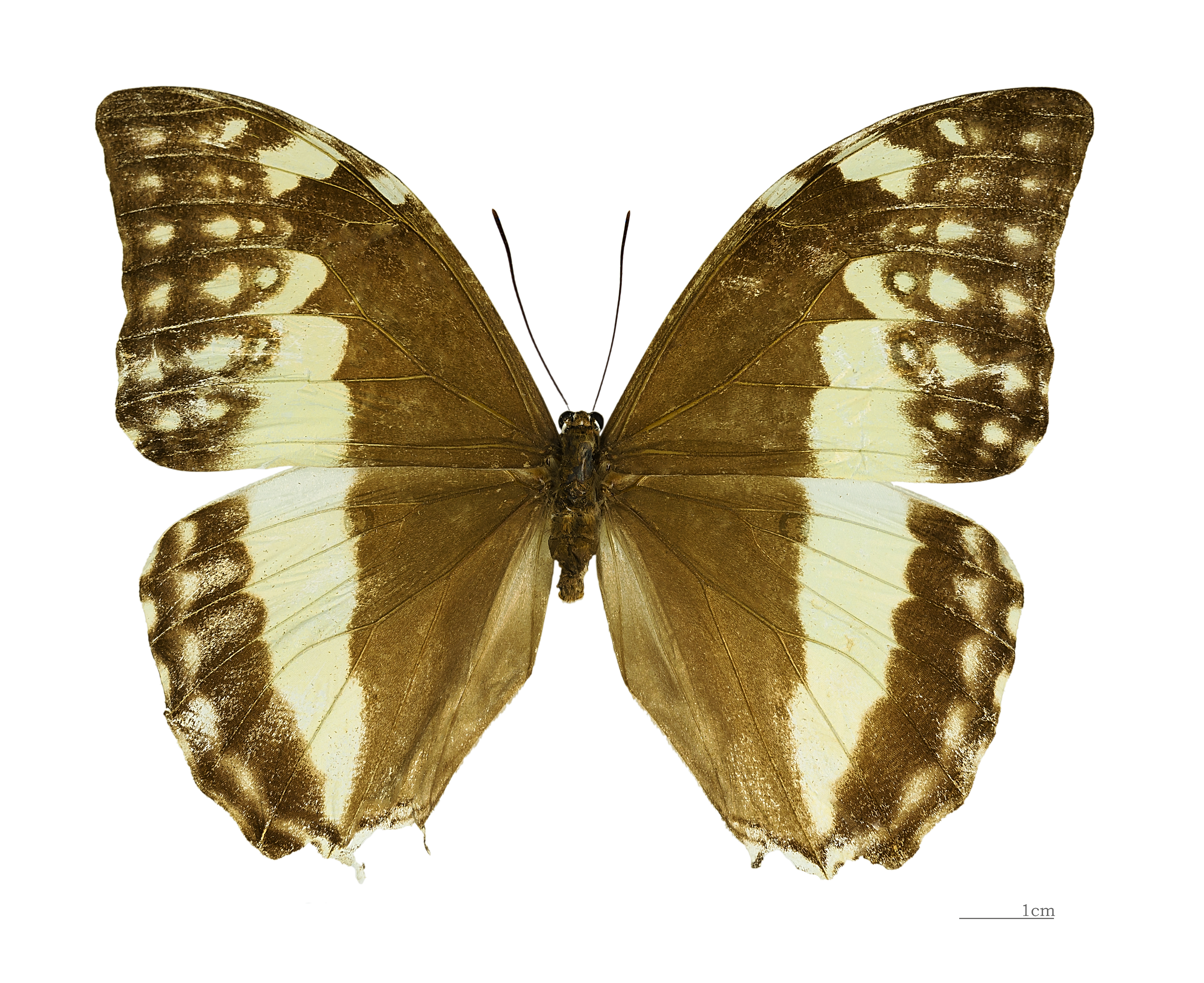
♀
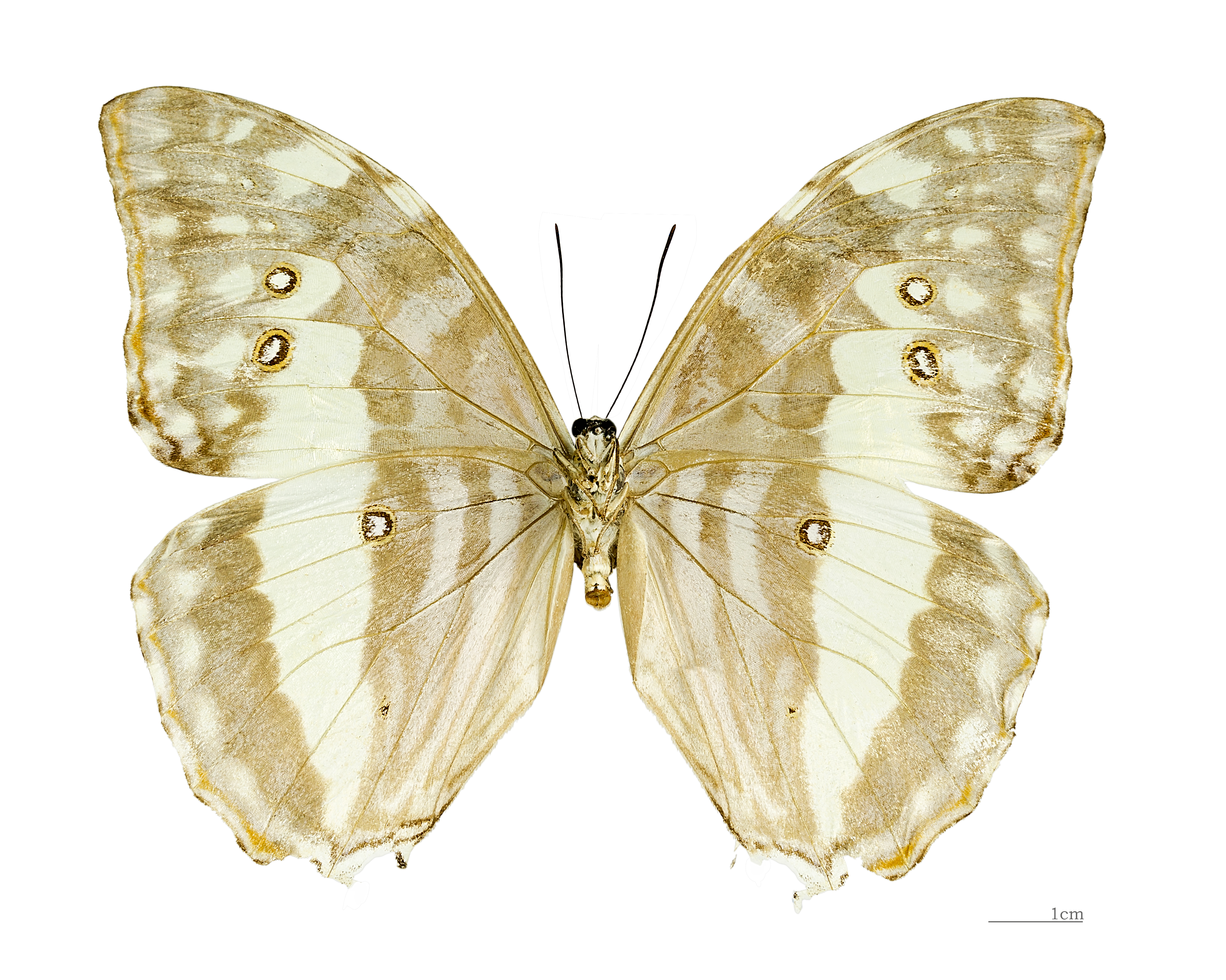
♀ △

## Écologie et distribution
Morpho eugenia est présent en Guyane.

### Protection
Pas de statut de protection particulier.

## Littérature
Morpho Eugenia est l'une des deux novella dans Angels and Insects d'A. S. Byatt, qui fait partie de la littérature post-darwinienne.